# Miki Yamane
Miki Yamane (jap. 山根 視来, Yamane Miki; * 22. Dezember 1993 in Yokohama, Präfektur Kanagawa) ist ein japanischer Fußballspieler.

## Karriere
Miki Yamane erlernte das Fußballspielen in der Universitätsmannschaft der Toin University in Yokohama. Seinen ersten Profivertrag unterschrieb er 2016 bei Shonan Bellmare. Der Verein aus Hiratsuka, einer Stadt im Süden der japanischen Präfektur Kanagawa, spielte in der höchsten Liga des Landes, der J1 League. Im gleichen Jahr musste er mit dem Verein den Weg in die Zweitklassigkeit antreten. Die nachfolgende Saison in der J2 League wurde er mit dem Verein Meister und stieg wieder in die erste Liga auf. 2018 gewann er mit Shonan den J. League Cup. Im Endspiel besiegte man die Yokohama F. Marinos mit 1:0. Für Shonan Bellmare absolvierte er insgesamt einhundert Spiele. 2020 wechselte er zum Ligakonkurrenten Kawasaki Frontale. Der Verein aus Kawasaki, einer Stadt auf der japanischen Hauptinsel Honshū, spielte in der höchsten Liga des Landes, der J1 League. 2020 feierte er mit Frontale die japanische Meisterschaft und den Gewinn des Emperor’s Cup. 2021 gewann er mit dem Verein das Spiel um den Supercup. Hier besiegte man Gamba Osaka mit 3:2. 2021 feierte er mit Frontal erneut die japanische Meisterschaft. Am 9. Dezember 2023 stand er mit Frontale im Finale des japanischen Pokals. Hier besiegte man Kashiwa Reysol mit 8:7 im Elfmeterschießen. Im Januar 2024 wechselte er in die USA zu LA Galaxy.

## Erfolge
Shonan Bellmare
- Japanischer Zweitligameister: 2017
- Japanischer Ligapokalsieger: 2018

Kawasaki Frontale
- Japanischer Ligapokalsieger: 2020, 2021
- Japanischer Pokalsieger: 2020, 2023
- Japanischer Supercup-Sieger: 2021